# Mauern aus Sand
Zečji nasip (englischer Festivaltitel Sandbag Dam) ist ein kroatisch-litauisch-slowenischer Jugendfilm unter der Regie von Čejen Černić Čanak aus dem Jahr 2025. Der Film feierte im Februar 2025 auf der Berlinale seine Weltpremiere in der Sektion Berlinale Generation 14plus.

## Handlung
Marko und Slaven hatten eine verbotene Beziehung, doch nun lebt Slaven nicht mehr im Dorf. Zur Beisetzung von seinem Vater kehrt er jedoch zurück und die Liebschaft der beiden jungen Männer beginnt von neuem. Dem Dorf droht zu dieser Zeit eine Überschwemmung. In dieser Situation kann Marko seiner Familie nicht mehr ausweichen und muss sich entscheiden.

## Produktion

### Filmstab
Regie führte Čejen Černić Čanak, das Drehbuch stammt von Tomislav Zajec. Die Kameraführung lag in den Händen von Marko Brdar, die Musik komponierte Domas Strupinskas und für den Filmschnitt war Slaven Zečević verantwortlich. In wichtigen Rollen sind Lav Novosel und Andrija Žunac zu sehen.

### Produktion und Förderungen
Produziert wurde der Film von Ankica Jurić Tilić, Hrvoje Pervan und Dragan Jurić. Produktionsfirmen waren Kinorama in Kroatien, Perfo Production in Slowenien und Tremora in Litauen.

### Dreharbeiten und Veröffentlichung
Der Film feierte im Februar 2025 auf der Berlinale seine Weltpremiere in der Sektion Berlinale Generation 14plus. Der weltweite Vertrieb liegt in den Händen von The Open Reel, für Kroatien ist Duplicato Media zuständig.

## Auszeichnungen und Nominierungen
- 2025: Internationale Filmfestspiele Berlin
- 2025: Nominierung für den 39. Teddy Award[5]

Crossing Europe 2025
- Special Mention YAAAS! Competition (Čejen Černić Čanak)[6]